# Rimling
Rimling [ʁimlɛ̃] ( en platt/francique rhénan Rimlinge, en allemand Rimlingen ) est une commune française située dans le département de la Moselle, en Lorraine, dans la région administrative Grand Est. Le village fait partie du pays de Bitche et du bassin de vie de la Moselle-Est.

## Géographie

### Intercommunalité
Commune membre de la Communauté de communes du Pays de Bitche.

### Géologie et relief
Système d’information pour la gestion des eaux souterraines du bassin Rhin-Meuse : Carte géologique, formations géologiques du territoire communal présentes à l'affleurement ou en subsurface.

### Sismicité
Commune située dans une zone de sismicité 2 faible.

### Climat
Pour des articles plus généraux, voir Climat du Grand Est et Climat de la Moselle.
En 2010, le climat de la commune est de type climat des marges montargnardes, selon une étude du Centre national de la recherche scientifique s'appuyant sur une série de données couvrant la période 1971-2000. En 2020, Météo-France publie une typologie des climats de la France métropolitaine dans laquelle la commune est exposée à un climat semi-continental et est dans la région climatique  Vosges, caractérisée par une pluviométrie très élevée (1 500 à 2 000 mm/an) en toutes saisons et un hiver rude (moins de 1 °C). 
Pour la période 1971-2000, la température annuelle moyenne est de 9,7 °C, avec une amplitude thermique annuelle de 17 °C. Le cumul annuel moyen de précipitations est de 905 mm, avec 10,8 jours de précipitations en janvier et 10 jours en juillet. Pour la période 1991-2020, la température moyenne annuelle observée sur la station météorologique de Météo-France la plus proche, « Volmunster », sur la commune de Volmunster à 7 km à vol d'oiseau, est de 10,2 °C et le cumul annuel moyen de précipitations est de 760,1 mm. 
La température maximale relevée sur cette station est de 37,6 °C, atteinte le 25 juillet 2019 ; la température minimale est de −18,6 °C, atteinte le 24 décembre 2001,,. 
Les paramètres climatiques de la commune ont été estimés pour le milieu du siècle (2041-2070) selon différents scénarios d'émission de gaz à effet de serre à partir des nouvelles projections climatiques de référence DRIAS-2020. Ils sont consultables sur un site dédié publié par Météo-France en novembre 2022.

### Hydrographie et les eaux souterraines
La commune est située dans le bassin versant du Rhin au sein du bassin Rhin-Meuse. Elle est drainée par le ruisseau Bickenalbe et le ruisseau d'Achen.
Le ruisseau Bickenalbe, d'une longueur totale de 10,3 km en France, prend sa source dans la commune de Petit-Réderching traverse quatre communes françaises puis, au-delà d'Erching, poursuit son cours en Allemagne où elle se jette dans la Horn.
Le ruisseau d'Achen, d'une longueur totale de 15,4 km, prend sa source dans la commune de Gros-Réderching et se jette  dans la Sarre à Kalhausen, face à Wittring, après avoir traversé cinq communes.

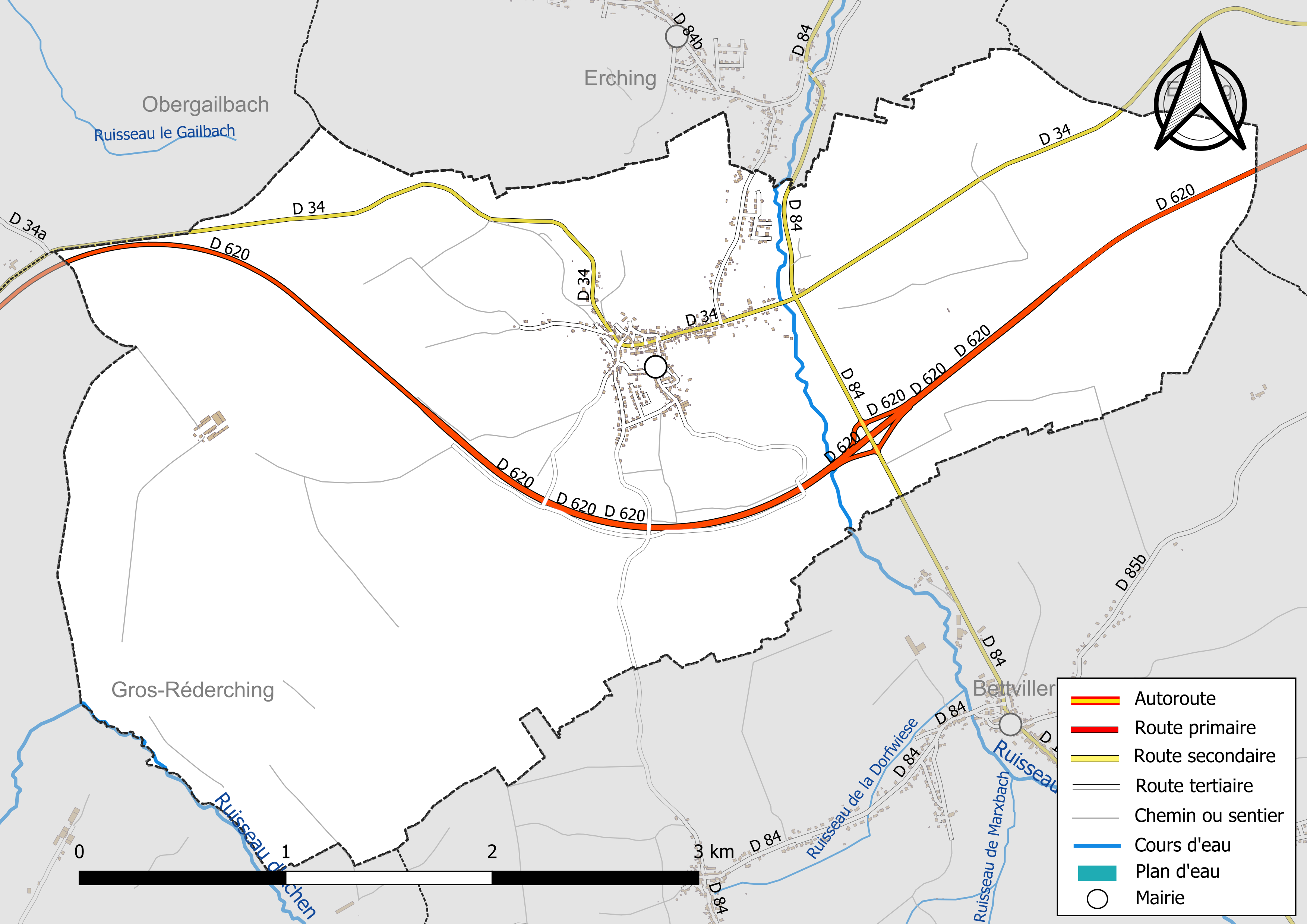
Réseaux hydrographique et routier de Rimling.

La qualité du ruisseau Bickenalbe et du ruisseau d'Achen peut être consultée sur un site dédié géré par les agences de l’eau et l’Agence française pour la biodiversité.

## Urbanisme

### Typologie
Au 1er janvier 2024, Rimling est catégorisée commune rurale à habitat dispersé, selon la nouvelle grille communale de densité à sept niveaux définie par l'Insee en 2022.
Elle est située hors unité urbaine. Par ailleurs la commune fait partie de l'aire d'attraction de Sarreguemines (partie française), dont elle est une commune de la couronne,. Cette aire, qui regroupe 48 communes, est catégorisée dans les aires de 50 000 à moins de 200 000 habitants,.

### Occupation des sols
L'occupation des sols de la commune, telle qu'elle ressort de la base de données européenne d’occupation biophysique des sols Corine Land Cover (CLC), est marquée par l'importance des territoires agricoles (94,1 % en 2018), en diminution par rapport à 1990 (95,2 %). La répartition détaillée en 2018 est la suivante : 
terres arables (64,1 %), prairies (29,9 %), zones urbanisées (3 %), forêts (2,9 %). L'évolution de l’occupation des sols de la commune et de ses infrastructures peut être observée sur les différentes représentations cartographiques du territoire : la carte de Cassini (XVIIIe siècle), la carte d'état-major (1820-1866) et les cartes ou photos aériennes de l'IGN pour la période actuelle (1950 à aujourd'hui).

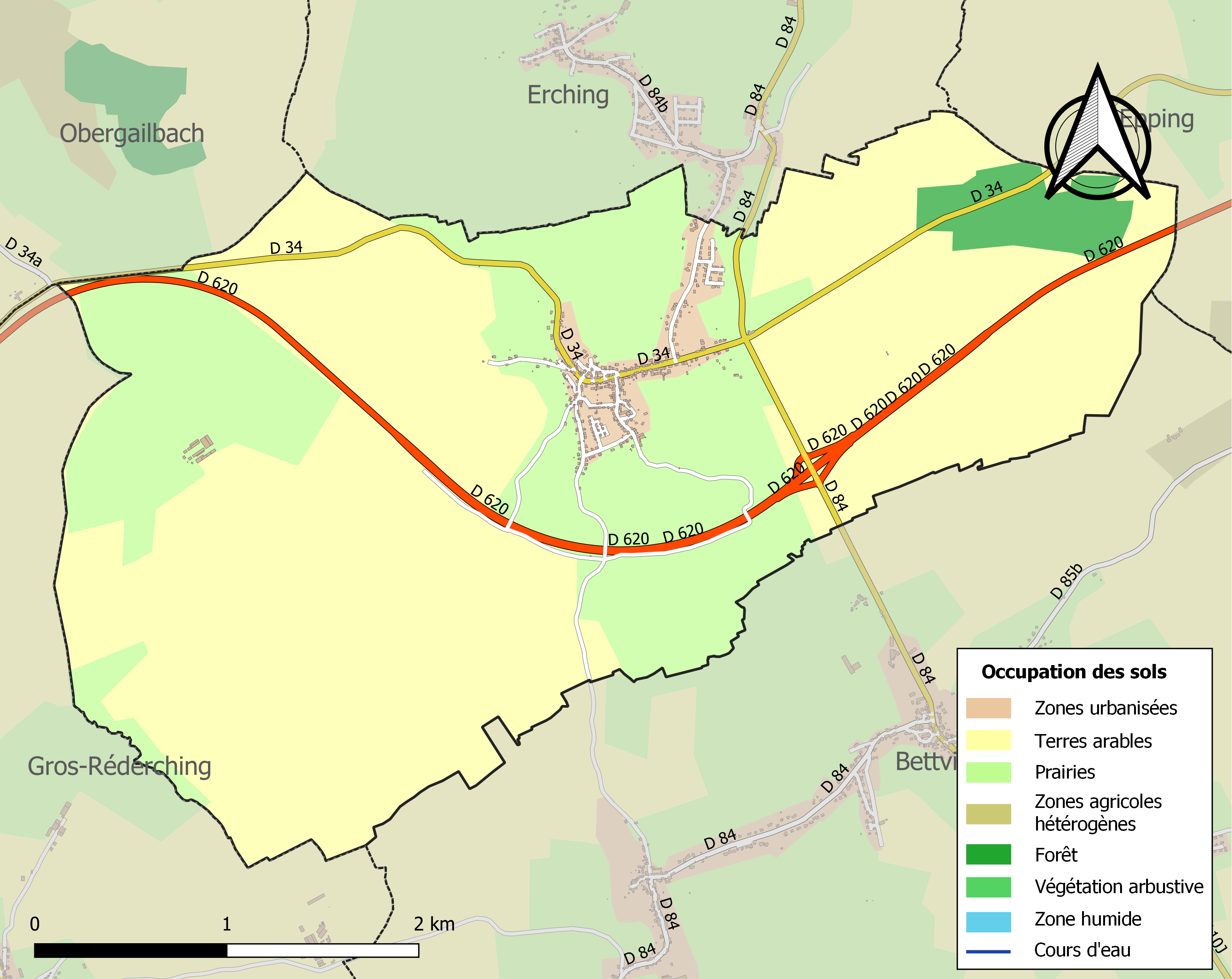
Carte des infrastructures et de l'occupation des sols de la commune en 2018 (CLC).

Plan local d'urbanisme intercommunal du Pays de Niederbronn-les-Bains.

### Voies de communications et transports

#### Voies routières
- D34 vers Woelfling-lès-sarreguemines et Epping[18],
- D84b vers Erching.

#### Transports en commun
- Fluo Grand Est.

##### SNCF
- Gare de Rohrbach-lès-Bitche,
- Gare de Wœlfling-lès-Sarreguemines,
- Gare de Wittring,
- Gare de Sarreinsming,
- Gare de Kalhausen.

## Toponymie
- Comme pour beaucoup de villages, il est très probable que ce soit un personnage franc qui ait donné son nom au village. Peut être un certain Rumolt ou Ramolt.
- Remingilas ou Remilingas (VIIIe siècle), Rymelingen (865), Rimilinga (954), Rymmelingen (1352), Runlingen (1465), Rÿmlingen (1525), Remlingen (1541), Rimlinga (1544), Rumelingen (1594), Rumeling (1606), Ramelinges (1611), Rumblingen (1624), Rimblingen (1755), Remblinge et Rimbling (1756), Rumlingen (1779), Rimling (1793), Rimblingen (carte Cassini), Rimlingen (carte de l'État-major).
- En francique lorrain : Rimlinge[19].
- Le nom de famille Rimlinger designait autrefois les habitants du village et est typique de la commune[20].

## Histoire
- Domaine royal au VIIe siècle.
- Situé sur la route des Flandres vers Strasbourg.
- Passa à la seigneurie de Bitche[21]
- En 1525 débute dans le village, l'insurrection de la guerre des Paysans dans l'ouest du comté de Deux-Ponts Bitche et dans la vallée de la Sarre ; Rimling fournit aussi des officiers et le chef de la bande insurrectionnelle de Herbitzheim[22].
- Le château seigneurial s'appelait «Lorraine» (Lotthringen en 1594 et Lautering en 1756)[23], était déjà détruit en 1570[24].
- Würschingen était un village ou un lieu-dit près de Rimling, sans doute une annexe, Une chapelle y existait en 1553, Le village a été détruit aux XVIe et XVIIe siècles. En 1766 il n’y avait plus qu’une ferme, détruite en 1809. Toponymie : Wersching (1751) Würschingen (1755), Wirschingen (carte Cassini).
- Occupée par les Allemands durant la Seconde Guerre mondiale, de violents combats ont eu lieu durant la Libération (opération Nordwind), la ligne de front y ayant stagné durant plusieurs mois pendant l'hiver 1945. Lieu stratégique par ses hauteurs, site d'observation pour l'artillerie et avec Erching dernière ville avant l'Allemagne, Rimling sera définitivement libérée le 15 février 1945.

## Politique et administration
| Période                                  | Période   | Identité       | Étiquette | Qualité |
| ---------------------------------------- | --------- | -------------- | --------- | ------- |
| Les données manquantes sont à compléter. |           |                |           |         |
| 1803                                     |           | Mathias Gambs  |           |         |
| avant 1988                               | juin 1995 | Pierre Lohmann |           |         |
| juin 1995                                | En cours  | Eric Hemmert   | UMP-LR    |         |

### Budget et fiscalité 2021
En 2021, le budget de la commune était constitué ainsi :
- total des produits de fonctionnement : 397 000 €, soit 595 € par habitant ;
- total des charges de fonctionnement : 263 000 €, soit 396 € par habitant ;
- total des ressources d'investissement : 839 000 €, soit 1 260 € par habitant ;
- total des emplois d'investissement : 579 000 €, soit 869 € par habitant ;
- endettement : 566 000 €, soit 850 € par habitant.

Avec les taux de fiscalité suivants :
- taxe d'habitation : 12,60 % ;
- taxe foncière sur les propriétés bâties : 27,95 % ;
- taxe foncière sur les propriétés non bâties : 51,74 % ;
- taxe additionnelle à la taxe foncière sur les propriétés non bâties : 0,00 % ;
- cotisation foncière des entreprises : 0,00 %.

Chiffres clés Revenus et pauvreté des ménages en 2019 : médiane en 2019 du revenu disponible, par unité de consommation : 23 490 €.

## Population et société

### Démographie

#### Évolution démographique
L'évolution du nombre d'habitants est connue à travers les recensements de la population effectués dans la commune depuis 1793. Pour les communes de moins de 10 000 habitants, une enquête de recensement portant sur toute la population est réalisée tous les cinq ans, les populations de référence des années intermédiaires étant quant à elles estimées par interpolation ou extrapolation. Pour la commune, le premier recensement exhaustif entrant dans le cadre du nouveau dispositif a été réalisé en 2007.

En 2022, la commune comptait 631 habitants, en évolution de −0,16 % par rapport à 2016 (Moselle : +0,52 %, France hors Mayotte : +2,11 %).
| 1793 | 1800 | 1806 | 1821 | 1836 | 1841 | 1861 | 1866 | 1871 |
| ---- | ---- | ---- | ---- | ---- | ---- | ---- | ---- | ---- |
| 808  | 740  | 817  | 885  | 995  | 938  | 776  | 818  | 754  |

| 1875 | 1880 | 1885 | 1890 | 1895 | 1900 | 1905 | 1910 | 1921 |
| ---- | ---- | ---- | ---- | ---- | ---- | ---- | ---- | ---- |
| 722  | 664  | 678  | 652  | 611  | 591  | 582  | 621  | 588  |

| 1926 | 1931 | 1936 | 1946 | 1954 | 1962 | 1968 | 1975 | 1982 |
| ---- | ---- | ---- | ---- | ---- | ---- | ---- | ---- | ---- |
| 590  | 588  | 551  | 393  | 461  | 467  | 467  | 484  | 488  |

| 1990 | 1999 | 2006 | 2007 | 2012 | 2017 | 2022 | - | - |
| ---- | ---- | ---- | ---- | ---- | ---- | ---- | - | - |
| 464  | 494  | 507  | 509  | 576  | 650  | 631  | - | - |

### Enseignement
Établissements d'enseignements :
- École maternelle et primaire,
- Collèges à Rohrbach-lès-Bitche, Bitche, Sarreguemines, Lemberg,
- Lycées à Bitche, Sarreguemines.

### Santé
Professionnels et établissements de santé, :
- Médecins à Gros-Réderching, Rohrbach-lès-Bitche, Petit-Réderching, Volmunster,
- Pharmacies à Rohrbach-lès-Bitche, Volmunster, Achen, Rémelfing, Bitche,
- Hôpitaux à Bitche, Sarreguemines, Rouhling, Sarralbe, Sarre-Union.

### Cultes
- Culte catholique, Communauté de Paroisses Saint-Jean-Marie-Vianney de Volmunster-Sud[34], Diocèse de Metz.

## Économie

### Entreprises et commerces

#### Agriculture
- Culture et élevage associés.
- Culture de céréales, de légumineuses et de graines oléagineuses.
- Culture de fruits à pépins et à noyau.

#### Tourisme
- Restauration traditionnelle.
- Chambres d'hôtes à Petit-Réderching, Hottviller.
- Gîtes ruraux à Binong, Sarreguemines.

#### Commerces
- Commerces et services.
- Boulangerie et boulangerie-pâtisserie.

## Culture locale et patrimoine

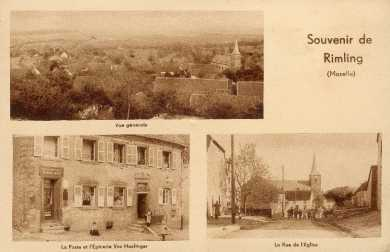

### Lieux et monuments
- Le patrimoine préhistorique est de loin le plus riche et le plus important de tout l'Est mosellan. Les plus anciennes traces d'occupation humaine du pays de Bitche ont été repérées sur le ban de la commune.
- Des gisements du Paléolithique moyen voire ancien (Homme de Néandertal, entre - 200 000 et - 35 000 ans av. J.-C.), du Mésolithique et du Néolithique, ont été découverts (prospections S. Schmit).
- Passage d'une voie romaine.
- Sépultures mérovingiennes et mobilier.
- Château fort dit Lorraine (Lothringen)[35] à Schlossberg, construit au XIe siècle pour les ducs de Lorraine, de la maison Bitche-Alsace et habité par eux en alternance avec le château de Bitche jusqu'à la fin du XIIIe siècle. Pendant tout le Moyen Âge, protège les nombreuses routes commerciales se croisant à Rimling. Passé à un habitant du village, Hans Klingler, il est transformé en ferme en 1570. Partiellement en ruines en 1577, il est totalement ruiné en 1700. Emplacement encore visible de nos jours, matérialisé par une levée de terre.
- Château à Rimling à Moranville[36], domaine érigé en fief en 1727 par le duc Léopold, en faveur de monsieur Dithmar de Moranville, seigneur de Schmittviller ; château construit au XVIIIe siècle ; détruit pendant la guerre de 1939, 1945 ; ferme reconstruite à son emplacement de 1946 à 1950.
- Relais de poste à Rimling[37], construit en 1725 aux frais de Wilhelm Wecker, maître de poste, et de son épouse Maria Catharina Jacobi ; endommagé pendant la guerre de 1939-1945 ; restauré vers 1950 ; au-dessus de la porte d'entrée figurait une inscription contenant la date 1725.
- Moulin[38].
- Église paroissiale Saint-Pierre[39] construite de 1731, ancienne filiale de Bettviller ; église reconstruite en 1614 dont il subsiste la base de la tour ; agrandie en 1731 et en 1823 ; niveaux supérieurs de la tour et portail XIXe siècle ; endommagée pendant la guerre de 1939-1945 ; restaurée après la guerre ; armoire eucharistique du XVIe siècle provenant de l'église antérieure ; verrières géométriques avec symboles : clocher XVIe siècle ; oculus XVe siècle, inscription du curé bâtisseur et des habitants qui ont rebâti l'église en 1614 ; maître-autel de Jean Martersteck, chaire XVIIe siècle, pietà XVIe siècle[40].
- Grotte de Lourdes[41],[42].
- Monument aux morts[43] : Conflits commémorés : Guerre 1939-1945.

### Personnalités liées à la commune
- Hans Zoller[44] (Zeller, Hanns le passaigier) : pendant la guerre des Paysans, en 1525, il est élu "capitaine principal" (oberst hauptman) de la bande insurrectionnelle de Herbitzheim, qui sera décimée par le corps expéditionnaire du duc Antoine de Lorraine à Saverne, le 17 mai 1525.

- Adolphe Gambs est un généalogiste né à Rimling en 1920. Il était membre du cercle généalogique de Lorraine et de la Société d'histoire et d'archéologie du pays de Bitche et de Confluence. Il est connu pour avoir copié à la main des actes civils de l'Alsace Bossue, de la Sarre, du Palatinat et de l'arrondissement de Sarreguemines. Il possédait donc un nombre impressionnant d'archives et connaissait toutes les familles de la région Lorraine et des environs[45].
- Fréderic Gambs, né à Rimling le 22 août 1871 est un engagé volontaire qui sera nommé caporal le 16 mai 1891  au 136e régiment d'infanterie pour finalement devenir capitaine le 25 décembre 1908 au 155e régiment d'infanterie. Il a participé à la campagne contre l'Allemagne lors de la Première Guerre mondiale. Il tombera au champ d'honneur le  22 août 1914 devant Cussigny. Décoré de la croix de guerre  il sera fait chevalier de la Légion d'honneur. Une rue du lotissement de la Bickenalbe porte son nom[46].

### Dans la culture populaire
- Le 31 mai 2007, une map de Call of Duty 3 est publiée ayant pour nom Rimling.

## Héraldique
| Blason de Rimling | Blason  | D'or à la tour de gueules, ouverte et ajourée du champ |
| Blason de Rimling | Détails | Le statut officiel du blason reste à déterminer.       |